# 1956年のバレーボール
1956年のバレーボール（1956ねんのバレーボール）では、1956年（昭和31年）のバレーボール関連の出来事をまとめる。

## できごと
- 専売茨木バレーボールチーム（現・JTマーヴェラス）が創部。
- シッティングバレーボールが考案される。
- フランス・パリにて第3回バレーボール世界選手権男子大会、第2回女子大会が開催。男子はチェコスロバキアが初優勝、女子はソビエト連邦が2連覇を飾った。
- ウルグアイ・モンテビデオにて第2回バレーボール南米選手権が開催。男女ともブラジルが2連覇を飾った。

## 国際大会
- 世界選手権（フランス・パリ・8月30日-9月12日）
  - 男子
    - 金メダル： チェコスロバキア
    - 銀メダル： ルーマニア
    - 銅メダル： ソビエト連邦

  - 女子
    - 金メダル： ソビエト連邦
    - 銀メダル： ルーマニア
    - 銅メダル： ポーランド

- 南米選手権
  - 男子
    - 金メダル： ブラジル
    - 銀メダル： ウルグアイ
    - 銅メダル： パラグアイ

  - 女子
    - 金メダル： ブラジル
    - 銀メダル： ウルグアイ
    - 銅メダル： ペルー

## 国内大会

### 日本
- 全日本総合選手権
  - 男子
    - 決勝：松下電器 2-0 日本鋼管

  - 女子
    - 決勝：倉紡倉敷 2-0 倉紡四日市

- 第5回全日本都市対抗
  - 男子
    - 1位：住金小倉
    - 2位：日本鋼管
    - 3位：専売東京、松下電器

  - 女子
    - 1位：日紡貝塚
    - 2位：倉紡倉敷
    - 3位：倉紡津、鐘紡四日市

## 誕生
- 6月2日 - 山田修司
- 9月3日 - ラウル・ロサノ
- 11月22日 - 宮下直樹
- - 楊希